# Atimura spinigera
Atimura spinigera es una especie de escarabajo del género Atimura, familia Cerambycidae. Fue descrita científicamente por Holzschuh en 2010.
Se distribuye por Filipinas. Posee una longitud corporal de 4,5-7,1 milímetros. El período de vuelo de esta especie ocurre en el mes de diciembre.